# Sarkadi Imre
Sarkadi Imre (Debrecen, 1921. augusztus 13. – Budapest, 1961. április 12.) Kossuth-díjas és háromszoros József Attila-díjas író, újságíró, dramaturg. A magyar parasztság 1945 utáni átalakulásának ihletett krónikása, valamint a modern társadalom erkölcsi problémáinak újszerű, drámai hangvételű ábrázolója volt.
Rövid, de fordulatos és változatos életútja örök tanulással, élmények halmozásával telt. Máig tisztázatlan halála egy olyan pályát tört ketté, ami a legnagyobbak közé emelhette volna.

## Életútja
Sarkady István adóhivatalnok és Elek Erzsébet tanítónő fia. Középiskolai tanulmányait a Debreceni Református Kollégiumban folytatta. 1939-ben leérettségizett, majd szülővárosában, a Tisza István Tudományegyetemen hallgatott jogot 1943-ig. Tanulmányaival párhuzamosan 1941-ben gyógyszerészsegédként dolgozott, később írnokként, majd 1942–1944-ben a Debreceni Újság – Hajdúföld nyomdai korrektoraként kereste kenyerét. Már ezekben az években is küldött tudósításokat sportlapoknak, végül 1945-ben a Tiszántúli Népszava munkatársa, illetve a Debreceni Szabad Szó szerkesztője lett.
1946-ban Budapestre költözött, és a Szabad Szó munkatársa, később felelős szerkesztője lett. Belépett a Nemzeti Parasztpártba, megismerkedett Kovács Imrével, Veres Péterrel és Erdei Ferenccel. 1947–1948-ban ezzel párhuzamosan a Válasz színházi jegyzetírójaként, 1948–1949-ben munkatársaként tevékenykedett, illetve a Magyar Rádió Falurádió című műsorába is bedolgozott, amíg onnan politikai okokból el nem bocsátották. 1949-ben rövid időre az akkor alakult Magyar Filmgyártó Vállalat lektora lett, majd 1950-ben a Művelt Nép segédszerkesztőjeként folytatta újságírói munkáját. 1950 után főként írásaiból élt, bár időről időre munkatársa lett egy-egy folyóiratnak, illetve 1953-ban Balmazújvárosban általános iskolai tanítói munkát is vállalt. 1954–1955-ben előbb a Csillag szerkesztőbizottsági tagja, majd az Irodalmi Újság munkatársa lett, 1955-től 1957-ig pedig a Madách Színháznál dolgozott dramaturgként. 1960 után az Állami Vakcinatermelő Intézet fermentorkezelő segédmunkása volt.
Kortársai szerint virtuskodó alkat volt, egész élete egyetlen szakadatlan játék volt a halállal, az önpusztítással. Halála is így következett be: máig tisztázatlan körülmények között Kondor Béla Bécsi utcai ötödik emeleti műtermének ablakából lezuhant és szörnyethalt.
Haláláról 2021-ben nyilatkozott egykori közeli barátja, Simándi Béla író-újságíró lánya. Az 1947-es születésű Simándi Klára gyerekként gyakran találkozott Sarkadival, elmondása szerint pedig az író halála napján is beszéltek telefonon. Simándi elmondása szerint Sarkadi „imádta búcsúzkodáskor ugratni a barátait. Francia ablakos, földszinti lakásban élt a Thököly úton, és gyakori vicce volt, hogy köszönéskor még visszaugrott valamiért, majd az ablakon kilépve ment elébe ismerőseinek”. Simándi Klára közlése szerint utóbb feltételezték, hogy ez történhetett a Kondor Béláéknál való vendégeskedés során is. Az író eszerint a mulatozás végén azt hihette, hogy otthon van, ezért lépett ki az ablakon. Jurij Gagarin repülésének napja volt, Simándi Klára elmondása szerint pedig Sarkadi aznap telefonon kereste az apját, aki viszont nem volt otthon. „Ő meg erre nekem lelkendezett Gagarin repülésén, hogy ugye hallottam? Ez a másik, ami nem egyszer eszünkbe jutott: ha apám akkor otthon van, lehet, csak kiülnek a Takács Vendéglőbe megvitatni ezt a nagy eseményt, és végül nem megy el Kondor Béláékhoz”.

## Munkássága
Első írásai a Válasz és a Csillag folyóiratban jelentek meg. Több esetben töredékes korai művei haláláig kéziratban maradtak. Első jelentősebb ismert műve A próféta című, 1944-ben keletkezett drámája, amelyben már megjelent a Sarkadi-életműre oly jellemző világnézet egyik fajsúlyos eleme, a megváltás gondolatának értelmetlensége és tagadása. További korai drámatöredékeiben (Hannibal, a portás és Lukrécia) a szubjektivista egzisztencializmus hangján véli igazolni a létezés értelmetlenségét és alapvetően erkölcstelen természetét, amellyel szemben a „Ragaszkodjatok rettenetesen vacak életetekhez!” útmutatását magasztosítja eszménnyé. Ugyancsak az írói életmű e korai darabjaiban jelennek meg először mitologikus parafrázisai (Ödipusz megvakul; Párbaj az igazságért; A szatír bőre). Elbeszéléseinek egy másik csoportját a háborús tematikának szentelte. Így például a Pokolraszállásban az öncélú öldöklésbe torkolló erkölcsi lealjasulást ábrázolja, míg A szökevényben az ellentétes dinamikájú jámborság és béketűrés tragédiáját meséli el.
Az előzőektől témájában és hangütésében egyaránt elkülönülő elbeszéléseiben és drámáiban a paraszti világot és annak szocialista átalakulását festi le idealizáló és nemegyszer propagandisztikus ecsetvonásokkal (Kezdet kezdetén; Nehéz esztendő, 1948; Holló a hollónak…, 1948), nemritkán – a korszak engedte korlátokon belül – a szociografikus hitelesség igényével (Barla Mihály szerencséje, 1952). Az idealisztikus ábrázolásmód mellett egyes műveiben helyet kapott a lelkekben munkálkodó félelemérzet lenyomata (Kőműves Kelemen, 1947), a nép felemelésén buzgólkodó, de valójában elvtelen neofiták kritikája (Balassi Menyhárt árultatása, 1949; Január), valamint a kényszerűen átalakuló parasztság sorstragédiája (Út a tanyákról, 1952; Tanyasi dúvad, 1953; Kútban, 1953; Szeptember, 1955). Első jelentősebb regénye, a Móricz Zsigmond nyomdokain haladó Gál János útja szintén egyfajta realisztikus új népiesség bélyegét viseli magán: ebben a „magasabb szervezőerők” (párt, munkásosztály stb.) helyett az alapvető és örök emberi értékek folytonosságában (munka, szerelem stb.) látja az egyéni boldogulás, az élhető élet kulcsmotívumait. Ismét más írásaiban már a komikum és az irónia eszközeihez is bátran nyúl kora társadalmának, az „osztályharc élesedésének” ábrázolásában (Kísértetjárás Szikesen, 1950), Rozi (1951) című regényében több más írása motívumait összekapcsolva pedig éppenséggel a szerelmi csalódás vezet el a „szocialista öntudat” kialakulásához. E parasztírói vonulat egyik novelladarabja, a Kútban szolgált Fábri Zoltán nagy sikerű filmdrámája, a Körhinta (1956) alapjául.
Az írói életműben 1955-ben, a korának erkölcsi ellentmondásait és dilemmáit felvillantó Viharban című kisregénnyel állt be a szemléleti és tematikai fordulat, bár nem minden előzmény nélkül. Sarkadi már több korábbi művében kísérletet tett a polgárság morális közönyének és felelőtlenségének ábrázolására, dinamikájának kibontására (Szilassy és Drashe; Három játék; A drót). 1948-ban írt és töredékesen maradt – de 1960-ban drámává átdolgozott – Oszlopos Simeon című írásában, ismét a szubjektivizmus hangján, a mindennemű „hittérítők” által sugallt és a valódi, megélt élet közötti különbség konfliktusával magyarázta az elidegenedett, elmagányosodott városi ember rosszra törekvését. A Viharban és az ezt követő időszakban született, egyre drámaibb hangvételű írásai (Anna haragszik; Szégyen; Elmaradt találkozás) egyfajta erkölcsregényekként, illetve -elbeszélésekként reflektálnak a hit és értelem nélküli, a nihilizmus vonzásában folyó életek problémakörére. Eme utolsó írói korszak betetőzéseként születtek meg életművének legjelentősebb darabjai: a Bolond és szörnyeteg (1960) és A gyáva (1961), illetve az Elveszett paradicsom (1961) című dráma. Hősei nélkülöznek minden, a mindennapok megéléséhez szükséges emberi és erkölcsi bátorságot, egyedüli éltető elemük a siker, még ha „rossz” döntések sorozata vezet is hozzá; eme erkölcstelen diadalok talmi dicsfényében a jóra törekvés kiveszik az emberekből. E kései műveiben tükröződik önnön lelki válsága, a saját múltja elfogadásáért folyó belső küzdelem, egyre pesszimistább és kiábrándultabb írói szemlélete (talán ezért is terjedt el a feltételezés, hogy életének öngyilkossággal vetett véget). Sarkadi tömör szerkesztése, szigorú és pontos elemzései, gondolati igényessége újszerű kezdeményezésként jelent meg a hazai irodalom porondján, amely kibontakozásának korai halála vette elejét.

## Emlékezete

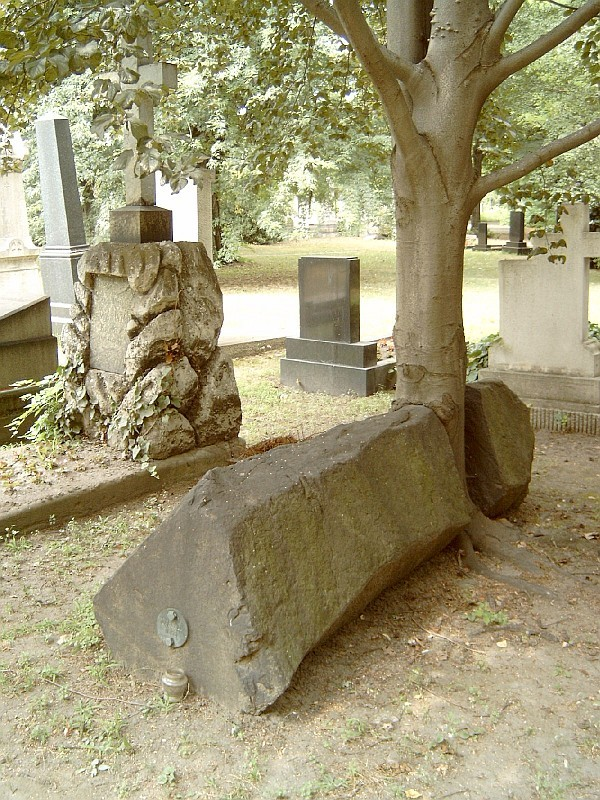
Sírja Budapesten. Fiumei úti sírkert: 34/2-1-45., Ortutay Tamás alkotása

Halálát követően, 1962–1963-ban több irodalmi folyóirat – elsősorban a Kortárs és az Új Írás – lapjain heves polémia folyt Sarkadi irodalomtörténeti helyéről. Műveit több nyelvre, így bolgárra, csehre, észtre, franciára, lengyelre, németre, oroszra és románra lefordították.
Budapest XIV. kerületében, a Thököly út 85. szám alatt (magánterület, hátsó épület) egy emléktáblát helyeztek el tiszteletére.

## Művei
- 1944: A próféta (dráma)
- 1947: Népgyűlés és hitvita
- 1947–1953: Kőműves Kelemen (elbeszélés)
- Holló a hollónak...; Szikra, Bp., 1948
- Nehéz esztendő; Kulcsár Ny., Bp., 1948
- 1948: Oszlopos Simeon (kisregény)
- 1948: Pokolraszállás (elbeszélés)
- 1948: A szökevény (elbeszélés)
- 1948: Ödipusz megvakul
- 1948: Párbaj az igazságért
- 1948: Népítélet
- 1948–1949: Elektra
- 1949: Balassi Menyhárt árultatása (elbeszélés)
- Kísértetjárás Szikesen; Athenaeum, Bp., 1950
- Gál János útja; Athenaeum, Bp., 1950
- Rozi; Ifjúsági, Bp., 1951
- Barla Mihály szerencséje; Vörös Csillag Ny., Bp., 1952
- Tanyasi dúvad; Szépirodalmi, Bp., 1953 (Új magyar elbeszélések)
- Veréb-dűlő. Elbeszélések; Szépirodalmi, Bp., 1954
- 1955: Kútban (elbeszélés)
- 1955: Viharban (kisregény)
- Elmaradt találkozás; Magvető, Bp., 1955
- Út a tanyákról / Szeptember. Színművek; Magvető, Bp., 1956
- 1960: Bolond és szörnyeteg (regény)
- 1960: Oszlopos Simeon (dráma)
- A gyáva. Regény; Szépirodalmi, Bp., 1961
- Elveszett paradicsom. Dráma; Egressy Klub, Bp., 1962
- A szökevény, 1-2.; összeáll., sajtó alá rend., utószó B. Nagy László; Szépirodalmi, Bp., 1962
- Ház a város mellett. Drámák; Szépirodalmi, Bp., 1969
- Farkaskaland; vál. Domokos Mátyás; Szépirodalmi, Bp., 1971 (Kiskönyvtár)
- Regények; bev. Béládi Miklós, ill. a szerző; Szépirodalmi, Bp., 1973 (Sarkadi Imre művei)
- Novellák; bev. Czine Mihály, ill. a szerző; Szépirodalmi, Bp., 1975 (Sarkadi Imre művei)
- Regények; Magvető–Szépirodalmi, Bp., 1977 (30 év)
- Száz éve Segesvárnál. Egy diáktüzér naplója; Magvető, Bp., 1980 (Rakéta Regénytár)
- Elbeszélések. 1943-1961; sajtó alá rend. Sarkadi Imréné, Csontos Sándor, ill. a szerző; 2. bőv., jav. kiad.; Szépirodalmi, Bp., 1980 (Sarkadi Imre művei)
- Az önámító halála. Válogatott írások; vál., utószó Csontos Sándor; Kriterion, Bukarest, 1981 (Horizont könyvek)
- Körhinta; összeáll. Sarkadi Imréné, Csontos Sándor, jegyz. Csontos Sándor; Magvető, Bp., 1981
- Drámák; gyűjt., szöveggond., jegyz. Sarkadi Imréné és Csontos Sándor; 2. bőv. kiad.; Szépirodalmi, Bp., 1983 (Sarkadi Imre művei)
- Párbeszéd az idő dolgairól; Múzsák, Bp., 1987
- Sarkadi Imre; szerk., bev. Prágai Tamás; Alexandra, Pécs, 2003 (Kossuth-díjas írók)